# Café de Colombia
Café de Colombia (UCI kód: CAF) byl kolumbijský profesionální cyklistický tým. Jeho hlavním sponzorem byla Kolumbijská národní federace pěstitelů kávy. Partnerem byl výrobce baterií VARTA.
Tým navázal na úspěchy kolumbijské amatérské reprezentace zvané Escarabajos na evropských závodech. V roce 1983 se Kolumbijci poprvé zúčastnili Tour de France. Profesionální licenci u Café de Colombia mělo 24 závodníků. Mezi členy týmu byli José Patrocinio Jiménez, Luis Herrera, Fabio Parra, Alfonso Flórez Ortiz a Rafael Acevedo. Největším úspěchem bylo vítězství Luise Herrery v celkové klasifikaci Vuelta a España, což byl první triumf jihoamerického cyklisty na jedné z Grand Tours. Jezdci Café de Colombia také vyhráli Clásico RCN 1986 a 1987, Critérium du Dauphiné 1988 a Postgirot Open 1988. Tým ukončil činnost v roce 1990, když po snížení ceny kávy na světových trzích majitelům došly finance.